# Еврорегион «Карпаты»
Еврорегион Карпаты — международная ассоциация. Министры иностранных дел Польши, Украины и Венгрии подписали договор о его создании в городе Дебрецен 14 февраля 1993 года.
Еврорегион Карпаты включает в себя 19 административных единиц пяти стран из Центральной и Восточной Европы: Польша, Словакия, Венгрия, Украина и Румыния.
Суммарная площадь составляет около 154.000 км², на этой территории проживает около 16 миллионов человек.
Еврорегион Карпаты призван объединить людей, которые живут в Карпатах, и содействовать их сотрудничеству в области науки, культуры, образования, торговли, туризма и экономики.

## Крупные города
- Румыния — Ботошани, Сучава, Бая-Маре, Орадя, Сату-Маре, Рэдэуци
- Польша — Жешув, Пшемысль, Санок, Кросно
- Словакия — Прешов, Кошице, Молдава-над-Бодвоу
- Украина — Мукачево, Львов, Ивано-Франковск, Черновцы
- Венгрия — Дебрецен, Ньиредьхаза, Сольнок